# Arenaria taibaishanensis
Arenaria taibaishanensis är en nejlikväxtart som beskrevs av Li Hua Zhou. Arenaria taibaishanensis ingår i släktet narvar, och familjen nejlikväxter. Inga underarter finns listade i Catalogue of Life.